# 韩学章
韩学章（1912年—1997年），字瑞恒（一作瑞垣），女，北京人，中国律师，社会活动家，曾任中国民主同盟中央委员会常务委员，上海市律师协会会长，中华全国律师协会副会长。